# 中村時蔵 (6代目)
六代目 中村時蔵（ろくだいめ なかむら ときぞう、1987年〈昭和62年〉11月22日 - ）は、日本の歌舞伎役者。屋号は萬屋。定紋は桐蝶、替紋は蔓片喰。歌舞伎名跡「中村時蔵」の当代。30年間名乗ってきた前名「中村梅枝」としても知られる。本名は小川 義晴（）。中村萬太郎は実弟。

## 人物
東京都出身。女形歌舞伎役者中村萬壽の長男で、歌舞伎界における若女形の1人。菊五郎劇団一座の舞台で数多くの役を務める。
慶應義塾幼稚舎、慶應義塾普通部、慶應義塾高等学校を経て、慶應義塾大学文学部に進学するも、舞台の生活に重点を置くため大学を中退。
2014年4月27日、茶道表千家・堀内長生庵行分千葉宗立の三女である千葉素美と結婚。
2015年10月28日に長男・大晴（）が京都で誕生している。
2018年、重要無形文化財（総合認定）に認定され、伝統歌舞伎保存会会員となる。同年12月、五代目坂東玉三郎の指名を受け、芸の継承をしていくかたちで、六代目中村児太郎とともに『壇浦兜軍記』の阿古屋を演じている。
将来演じたい憧れの役として挙げた2役のうち『八重桐廓噺 嫗山姥』の荻野屋八重桐は「やらなければいけない芝居」とも話しているが、生でちゃんと見た2007年4月歌舞伎座上演（叔父・二代目錦之助襲名狂言）『鬼一法眼三略巻 菊畑』の素晴らしさに感銘を受け、奴虎蔵をいつかやりたいと思うようになり、音羽屋のおじさん（七代目菊五郎）に習ってみたいとインタビューで語っている（2013年時点）。
各種お稽古事は次の通り。 ①日本舞踊：三世藤間勘祖・八世藤間勘十郎・藤間勘紫恵、②鼓：十三代目田中傳左衛門、③太鼓：九代目田中佐太郎、④長唄三味線：杵屋栄津三郎、⑤清元節：清元志佐雄太夫、⑥義太夫節：竹本喜太夫、⑦箏曲（琴）：川瀬白秋、⑧謡・仕舞：浅井文義。他、茶道・書道・日本画なども（※2010年当時，故人の名も含む）。
若手の歌舞伎役者仲間で趣味の「歌舞伎ダーツクラブ」を作っている。2010年時点のリーダーは、二代目中村勘太郎。メンバーは、梅枝のほか、二代目尾上松也、四代目中村種太郎、中村壱太郎、坂東新悟など。
2024年6月、歌舞伎座「妹背山婦女庭訓 三笠山御殿」の杉酒屋娘お三輪で六代目中村時蔵を襲名した。長男大晴は五代目中村梅枝を襲名した。

## テレビ出演
- 八代将軍吉宗（1995年、NHK大河ドラマ） - 徳川家継 役

## 書籍
- 「襲名記念写真集 六代目中村時蔵」 写真：小川知子（2024年5月）[18]